# Charles-Guillaume-Frédéric de Brandebourg-Ansbach
Charles-Guillaume-Frédéric (12 mai 1712, Ansbach – 3 août 1757, Gunzenhausen) est margrave de Brandebourg-Ansbach de 1723 à sa mort.

## Biographie
Charles-Guillaume-Frédéric est le fils du margrave Guillaume-Frédéric et de Christiane-Charlotte de Wurtemberg-Winnental. Il règne tout d'abord sous la régence de sa mère.
Monarque absolu régnant sur une cour luxueuse, le margrave laisse à son fils un passif de 2,3 millions de Reichstalern. Son règne est marqué par la construction de châteaux : deux à Gunzenhausen, celui d'Ansbach restauré par l'architecte Leopoldo Retti. Cinquante-six églises sont également construites sous son règne.
Passionné de chasse, il y consacre chaque année 10 % du budget de l'État. Sa grande passion fut la fauconnerie. En 1730, il charge Charles Frédéric von Zocha (de) de la construction d'une héronnière et d'une fauconnerie à Triesdorf. Charles Frédéric von Zocha est remplacé plus tard par Leopoldo Retti. En 1748, le margrave possède posséda la plus grande fauconnerie d'Europe, qui lui a coûté plus de deux millions de florins entre juin 1730 et juin 1748.

## Mariage et descendance

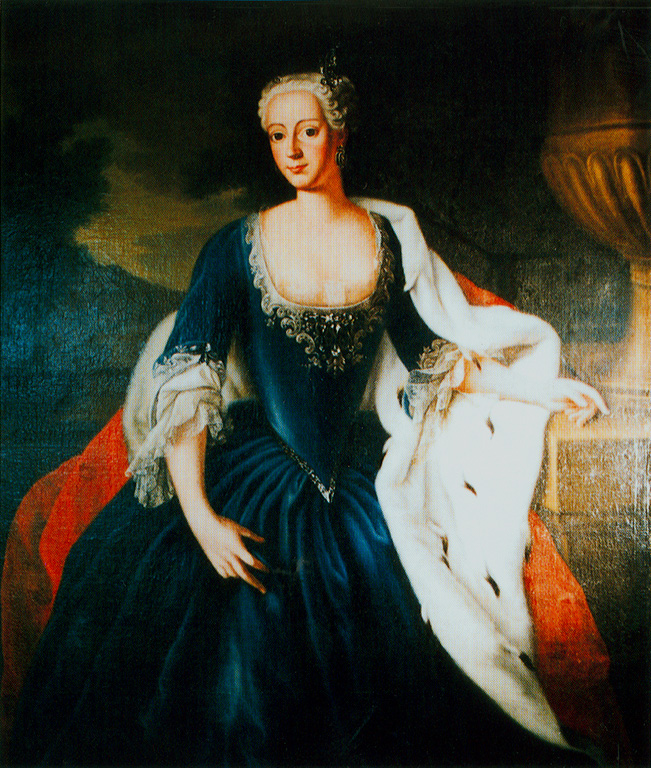
Frédérique-Louise de Prusse.

En 1729, Charles-Guillaume-Frédéric épouse Frédérique-Louise de Prusse (1714-1784), fille du roi Frédéric-Guillaume Ier de Prusse. Deux enfants sont nés de cette union :
- Charles-Frédéric-Auguste (7 avril 1733 – 9 mai 1737) ;
- Charles-Alexandre (24 février 1736 – 5 janvier 1806).

Sa maîtresse Élisabeth Wünsch lui donne également quatre enfants :
- Frédéric-Charles (1734-1796), baron de Falkenhausen ;
- Wilhelmine-Éléonore (1743-1768) ;
- Louise-Charlotte (1746-1747) ;
- Frédéric-Ferdinand-Louis (1748-1811), baron de Falkenhausen ;